# Алексеева-Стасова, Анна Павловна
Анна Павловна Алексеева-Стасова (род. 2 сентября 1978, с. Чурапча, Якутская АССР) — российская спортсменка, стрелок из лука, российский тренер по стрельбе из лука. Ученица и дочь Павла Михайловича Стасова, основателя школы по стрельбе из лука и первого тренера по этому виду спорта в Якутии. Мастер спорта России (1996).

## Биография
Учителем Анны Алексеевой-Стасовой был ее отец — Павел Михайлович Стасов, основатель якутской школы по стрельбе из лука. В 1994 Анна Алексеева-Стасова стала чемпионкой России по стрельбе из лука.
С 1993 по 1995 год Анна Алексеева-Стасова была членом молодежной сборной, а в 1996 году стала кандидатом в олимпийскую сборную команду России. Становилась призером международных турниров. В Риме в 1995 году выигрывала Кубок Европы.
Анна Павловна Алексеева-Стасова тренер-преподаватель по стрельбе из лука Покровского филиала «Хангаласской детско-юношеской спортивной школы», заместитель директора по учебно-методической работе детско-юношеской школы.
Анна Павловна Алексеева-Стасова — обладатель специального приза от Якутского педагогического колледжа.
Спортсменка заняла первое место на чемпионате Республики Саха (Якутия) по стрельбе из лука, обыграв Валентину Сорокину и Саину Иванову.
В 2017 году на летнем лично-командном чемпионате Республики Саха (Якутия) по стрельбе из лука Анна Алексеева-Стасова завоевала бронзовую медаль.